# مايكل هانلون
مايكل هانلون (بالإنجليزية: Michael Hanlon)‏ هو كاتب بريطاني، ولد في 20 ديسمبر 1964 في برستل في المملكة المتحدة، وتوفي في 9 فبراير 2016.